# Каравайка
Карава́йка (лат. Plegadis falcinellus) — широко распространённая птица из семейства ибисовых.

## Общая характеристика

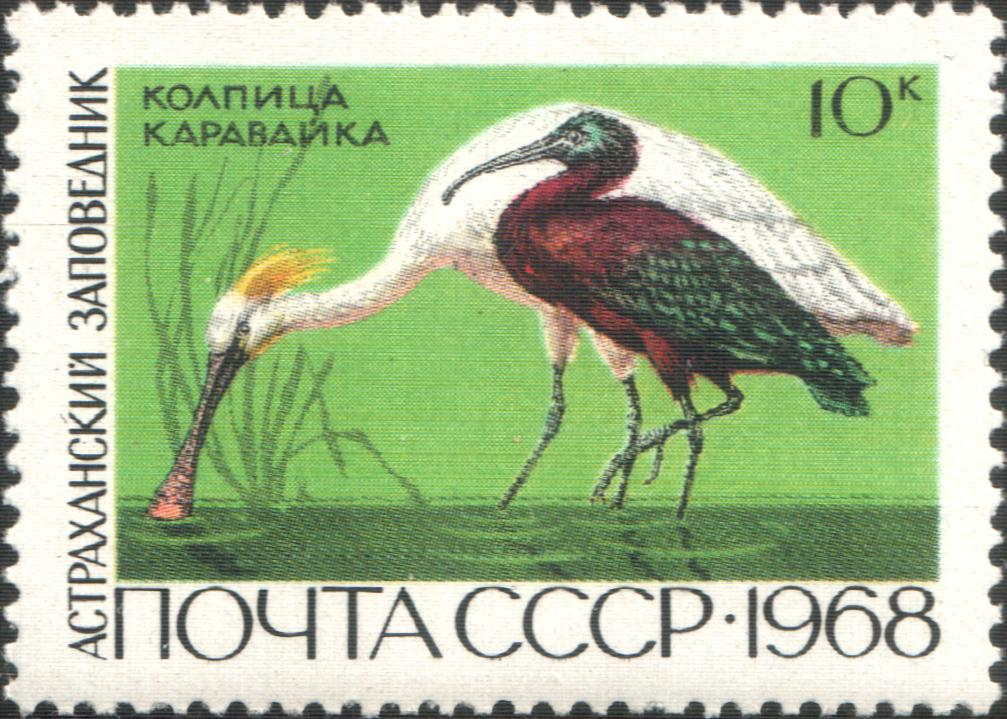
Марка СССР: Колпица и каравайка (Астраханский заповедник). Серия: Фауна заповедников СССР

Каравайка — птица среднего размера. Длина тела 48—66 см (в среднем около 56 см), размах крыльев 88—105 см, длина крыла 25—30 см, длина клюва 9—11 см. Масса тела может варьировать от 485 до 970 г. Взрослые птицы окрашены в тёмно-бурый цвет с бронзовым и зелёным металлическим отливом. Молодые — бурые без отлива, на голове и шее белая штриховка, пропадающая с возрастом.

## Распространение
Каравайка широко распространена в Евразии, Африке, Австралии, Северной Америке. В России встречается на юге — в дельтах рек Кубань, Дон, Терек, Волга. Зимуют каравайки в Африке и южной Азии, изредка некоторые особи остаются на зимовку в дельте Кубани.

## Образ жизни
Места обитания караваек — пресные и слабосолёные водоёмы, обширные болота, лиманы, мелководья и заливные луга. Держатся стаями, иногда до 100 птиц, кормятся на поросших тростником мелководьях с илистым дном, иногда на рисовых полях, сырых лугах. Ночуют на деревьях.

### Питание
Каравайка питается водными беспозвоночными: насекомыми, пиявками, дождевыми червями; иногда рыбой и земноводными.

### Размножение

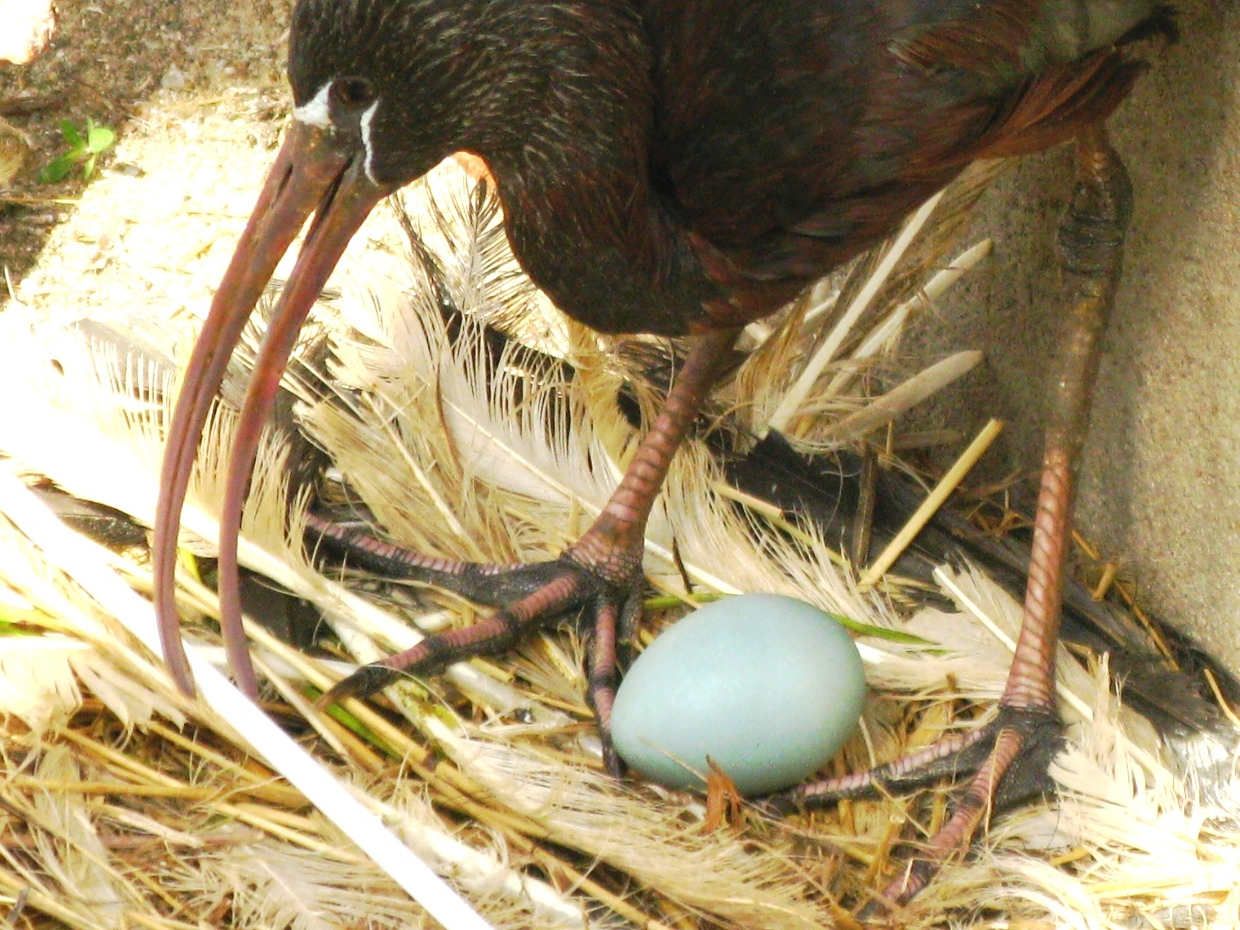
Птица с яйцом

Каравайка гнездится в густых зарослях плотными колониями с другими птицами — колпицами, пеликанами, цаплями. Кладку из 3—6 тёмных зеленовато-голубых яиц насиживают оба партнёра. Через три недели вылупляются птенцы. Оба родителя кормят птенцов отрыгнутой пищей, которую птенцы достают, залезая прямо в пищевод к родителям. Часто в случае гибели кладки каравайки делают повторную кладку. После того, как птенцы становятся на крыло, старые и молодые птицы образуют большие стаи и кочуют в пределах района гнездования.

## Охрана
Вид занесён в Красные книги России и Казахстана.